# 商店櫥窗

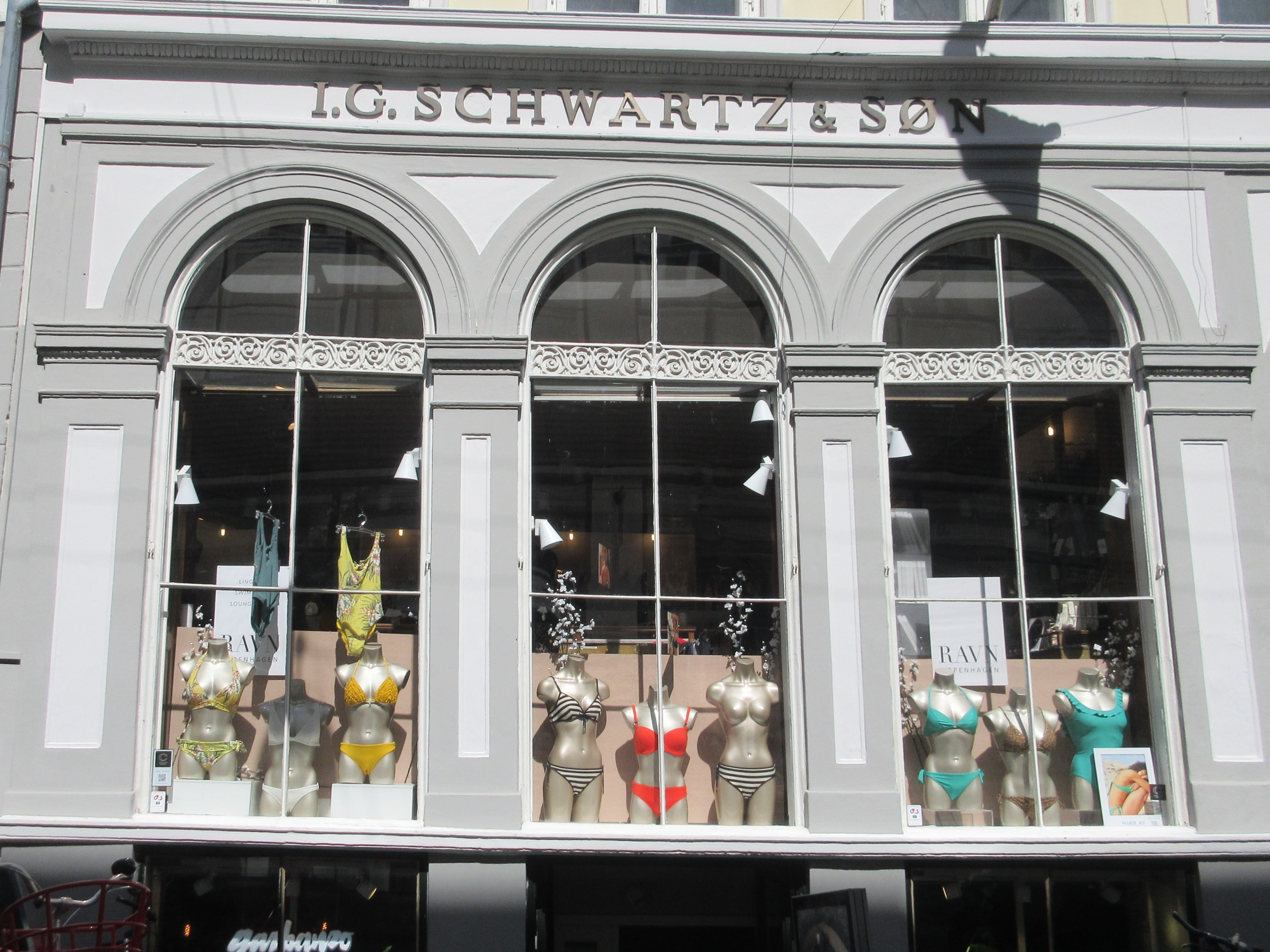
丹麦哥本哈根的商店橱窗

商店櫥窗是指一些商店中特有的窗戶，商家會在窗戶後放置和展示待售商品，有時商家會在橱窗後以其他方式吸引顾客。世界上已知的第一個商店櫥窗出現於18世紀末的倫敦。